# Fresno (California)
Fresno è una città degli Stati Uniti sede della contea omonima, nella zona centrale dello stato della California. Con 530 093 abitanti è la città più grande della Valle Centrale e la sua area metropolitana è la sesta per grandezza di tutta la California, con circa 1 000 000 di abitanti.

## Geografia
Fresno è la città più vicina al Parco nazionale di Yosemite che si trova a meno di 100 km a nord della città, ed è anche il punto di accesso verso altri due parchi di fama internazionale che si incontrano dirigendosi ad est verso la Sierra Nevada: il Sequoia National Park e il Kings Canyon National Park.

## Luoghi d'interesse
- Cattedrale cattolica di San Giovanni

## Amministrazione

### Gemellaggi
Fresno è gemellata con le seguenti città
- Kochi
- Mashhad
- Lahore
- Morogoro
- Münster
- Taraz
- Torreón
- Afula
- Treviso

## Infrastrutture e trasporti
Nei pressi della città è presente l'Aeroporto Internazionale di Fresno-Yosemite.

## Fresno nel cinema e nella televisione
- Fresno viene più volte citata nel film Mostri contro alieni.
- Il film Unfriended è ambientato a Fresno.
- La località viene citata nell’episodio 5x3 della serie televisiva Mom.
- Fresno viene menzionata nell'episodio 3x16 della serie televisiva Legends of Tomorrow.
- Viene citata più volte nella famosa serie TV Parenthood
- Viene citata nella serie TV Narcos: Messico.
- Viene citata nell'episodio 4x03 della serie TV Colombo
- Viene citata nell’episodio 12x06 della serie animata Bojack Horseman